# Fiesta de Enero en Chiapa de Corzo
La Fiesta de Enero o la Fiesta grande de Chiapas es una celebración religiosa, tradicional y popular, en la cual toda la población de la ciudad de Chiapa de Corzo participa, se lleva a cabo anualmente del 8 al 23 de enero, es una de las fiestas más antiguas de Chiapas y algunos historiadores estiman sus orígenes prehispánicos fusionado con el cristianismo en el siglo XVII y otros en el siglo XVIII. Los Parachicos que forman parte de la celebración fueron declarados el 16 de febrero de 2009 como Patrimonio cultural inmaterial de la Humanidad por la UNESCO.

## Origen
La fiesta de Enero es un sincretismo de las tradiciones Indígenas y Españolas, dando como resultado una tradición muy rica y que se adapta a los cambios del tiempo.

La fiesta de enero de Chiapa de Corzo tiene sus orígenes prehispánicos, pero el sincretismo religioso comienza en el siglo XVII con la llegada de la imagen de San Sebastián a la entonces Villa Real de Chiapa y la edificación del Templo de San Sebastián, que data del siglo XVII cuya existencia denota la importancia económica y demográfica de la ciudad en la época colonial.
Sobresalen en esta celebración Las Chuntaes, Las Chiapanecas, los Carros Alegóricos, La Vaquita, Las Enramas, La música Tradicional, La guerra de Confetis, El Combate, la Pepita con Tasajo, el Puerco con arroz, el Cochito, pero, El Anuncio y los personajes más relevantes de la Fiesta de Enero, que son Los Parachicos.

### Descripción
Esta alegre celebración rinde honor a tres patronos: El Señor de Esquipulas, San Antonio Abad y San Sebastián Mártir. Si bien la Fiesta Grande de Enero se celebra todos los días durante dos semanas, sus días más representativos son los siguientes: 8 de enero: Anuncio de las Chuntas; 15 de enero: Primer día de Parachicos y Día del Señor de Esquipulas ; 17 de enero: Día de San Antonio Abad; 18 de enero: Visita de los Parachicos a los Patrones Difuntos; 20 de enero: Día de San Sebastián Mártir; 21 de enero: Combate Naval: Se trata de un espectáculo acompañado de fuegos artificiales que se lleva a cabo en las aguas del Río Grande de Chiapa (El Grijalva); 22 de enero: Desfile de Carros Alegóricos; 23 de enero: Misa de despedida de los Parachicos en el Templo de Santo Domingo de Guzmán, conocido como la Iglesia Grande, y cambio de Prioste.

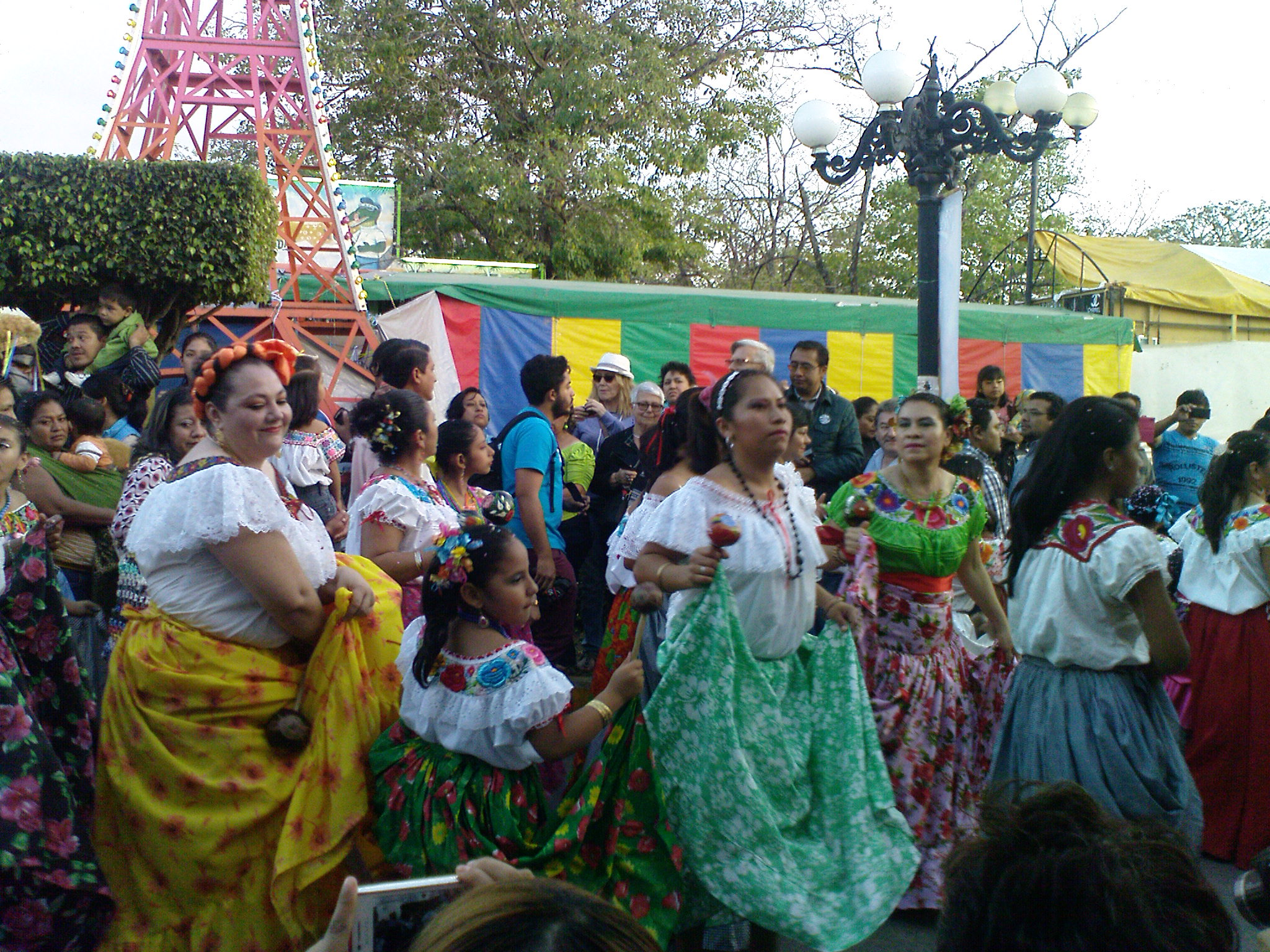
Recorrido de las Chuntaes.

Cabe mencionar que en esta celebración toda la población participa, sin importar la clase social, edad o religión, la mayor parte de las actividades se detienen para la fiesta.

### Historia
Aunque no se han encontrado registros históricos, se cuenta que llegó desde Guatemala Doña María de Angulo, una rica terrateniente española al Pueblo de la Real Corona de Chiapa de Indios, actual Chiapa de Corzo, en busca de una cura para su hijo que padecía de una extraña enfermedad. Después de examinar el niño, un hierbero de Cerro Brujo le sugirió llevarlo a los baños del Cumujuyú (lugar de jabalí) para que durante nueve días se bañara en sus aguas. La señora dio su consentimiento y al cabo de nueve días su hijo se curó. Posteriormente, durante los años 1767 y 1768, el pueblo sufrió una terrible plaga que acarreó una fuerte hambruna seguida por una devastadora epidemia. Al enterarse de la triste noticia, doña María de Angulo regresó a la localidad para distribuir maíz, frijol, frutas, verduras y dinero ayudada por sus criados.
Otra versión apunta a que Doña María de Angulo en agradecimiento al pueblo por la ayudarla a curar a su hijo, organizó una gran fiesta ayudada por sus esclavos y sirvientas, que casualmente coincidió con celebraciones indígenas y de esta fusión nace la fiesta de Enero, la cual fue transmitida de generación en generación, desde el siglo XVII, quedando en la memoria histórica de Chiapa de Corzo. 

### Calendario
- 8 de enero: Anuncio de las chuntas.

- 10 de enero: Carrera del Parachico a las 7.30 a. m.

- 14 de enero: Anuncio de la Fiesta de San Antón Abad.

- 15 de enero: Fiesta del El Señor de Esquipulas.

- 17 de enero: Fiesta de San Antonio Abad.

- 18 de enero: Visita de los parachicos a los Patrones Difuntos.

- 19 de enero: Anuncio de la Fiesta del parque.

- 20 de enero: Fiesta de San Sebastián.

- 21 de enero: Combate naval de Chiapa de Corzo en el río Grijalva.

- 22 de enero: Desfile de carros alegóricos, evento que es encabezado por las chuntás y los parachicos, la banda de música y de guerra del gobierno del estado.

- 23 de enero: Despedida y promesa de los parachicos en el templo de Santo Domingo de Guzmán. Traslado de San Sebastián a la Casa del nuevo Prioste. Último Baile de los Para chicos en la Casa del Patrón. La guerra de confeti en el parque.

## Tradición oral
No especificaré fecha exacta porque escrito no está, pero se desprende esta leyenda a raíz de la colonización española y me concretare a contar cómo nació la Chunta y el nombre Parachico.
Sin acomodamientos ni pasiones diré lo que nuestros antepasados nos transmitieron para su reproducción.
Cuenta la leyenda que nuestra Ilustre benefactora Doña María de Angulo, que en tiempo añejo llegó a Chiapa en busca de salud para su pequeño hijo de escasos siete años, quien estaba tullido (paralítico) y había agotado todos los recursos médicos de su región. Supo que en Chiapa se encontraban los mejores brujos (médicos de aquel entonces). Hizo el pesado y largo viaje en andas pues se cree que vino de Centroamérica,  pero al llegar se encontró que los naturales estaban remontados (exiliados) por temor a ser esclavos. Buscó y rebuscó hasta dar con alguien que le dijo: Es imposible comunicarse con los médicos ni los podrá ver porque temen bajar al pueblo; pero lleve a su hijo y báñelo tres veces al día durante nueve días en las aguas del Cumujuyú y su hijo se curara. Diciendo esto, se alejó lo más posible sin dar más razones Doña María oyó el consejo o receta y se trasladó de inmediato a Cumujuyú haciendo lo ordenado por aquel hombre que no dio su nombre y que quizás era un gran médico. Una vez terminó el tratamiento se devolvió a su lugar de origen y grande fue su sorpresa al ver a su hijo caminar y mover los brazos. Llena de alegría y sin saber a quién agradecer aquella curación, envió a sus sirvientes con frutas para repartirlas de casa en casa (origen de la Chuntá) comparsas que salen por las noches desde el ocho de enero de cada año para conmemorar aquel gesto de nobleza  (chuntá criada). Al volver estas gentes son portadoras de la crisis que existía en Chiapa pues no hubo nadie quien cultivara la tierra, y para mayor de los males ese año no llovió. Por tal motivo, no hubo cosechas, ni pasto, ni nada. El hambre motivaba enfermedades. Enterada Doña María de esto, envió su gente nuevamente con arroz y carne seca (Tasajo) para hacer las cofradías que aún existen PUERCO CON ARROZ Y PEPITA CON TAZAJO (comida Grande). Enterados los naturales de estas comidas; se ingeniaron y tallaron sus máscaras con raíces de cedro, con las semejanzas del español y con ixtles hicieron sus bisoñés (montera); semejando cabelleras rubias.
Con las muchas incursiones que hicieron los naturales para percatarse de lo que hacían los españoles, una vez talladas las máscara y monteras, se cubrieron con sarapes, (Chamarras Oaxaqueñas) y confundiéndose con los españoles llegaron a la Comida grande.
No conforme Doña María con lo que había mandado, y sin tener cómo pagar o a quién, no escatimó, ni esfuerzo, ni dinero y volvió para repartir puñados de oro en cada esquina y los naturales debidamente disfrazados se amontonaban para recoger aquellas dádivas; pero era tanto el tumulto que abochornaron al niño. Con ellos venía su nana, y esta era una negra robusta con voz ronca que empezó a gritar: PARA CHICO, PA’TODOS HAY. Esto fue el origen del nombre del parachico. Más tarde se convirtió en promesas que los mayores hacían para sobrevivir el próximo año y aún muchos hacen sus promesas y el día veintitrés, cuando se despiden, el patrón les da cuerazos (azotes) en las espaldas para sellar esa promesa.
Crónicas de los señores Evenicio Estrada (Tío Nicho), Conrado Coutiño (Tío Conra) y el profesor Mariano Velasco. En Chiapa de Corzo. Enero de 1978.